# AACTA International Award/Beste Hauptdarstellerin

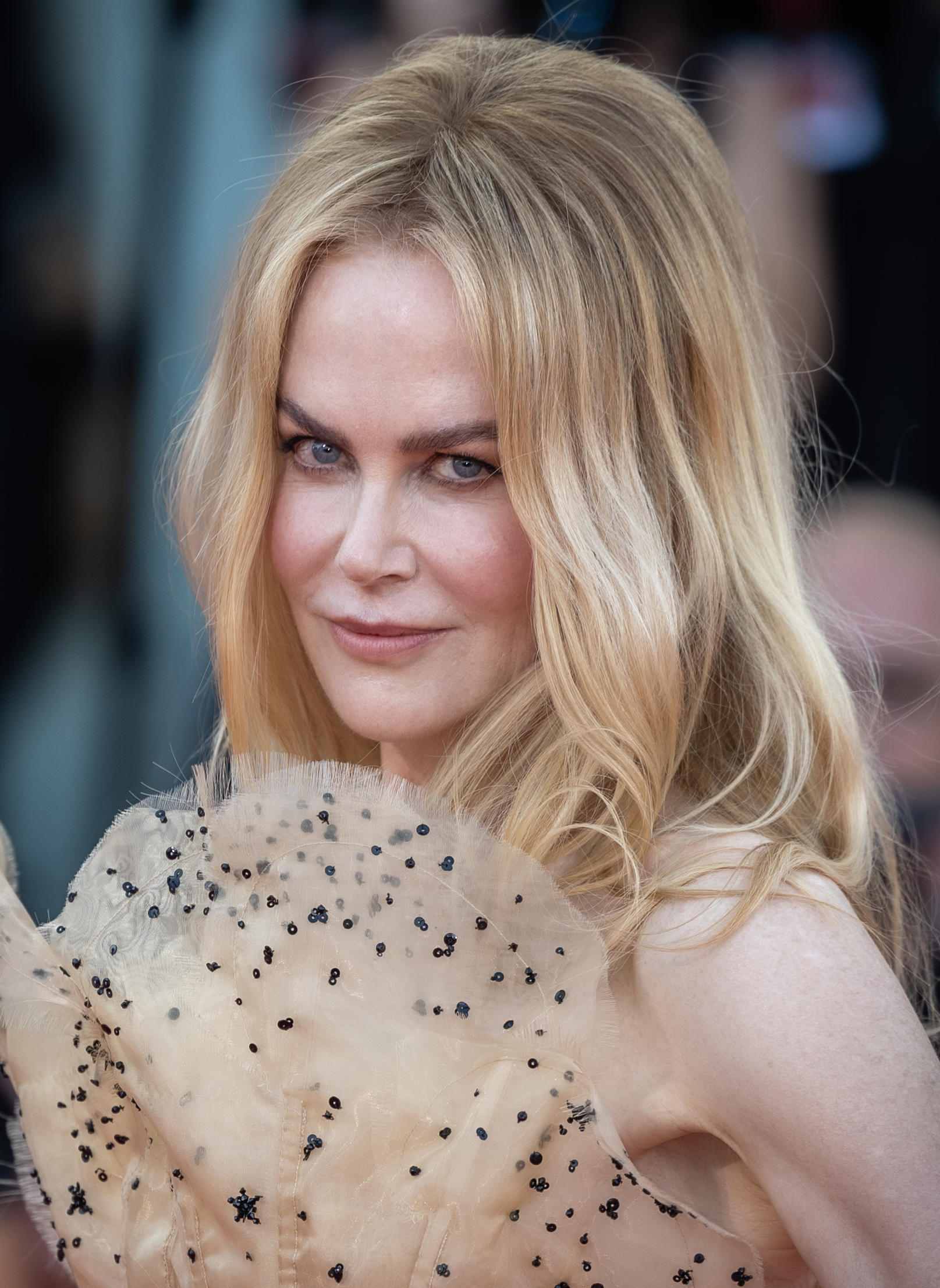
Preisträgerin 2025: Nicole Kidman (Babygirl)

Der AACTA International Award in der Kategorie Beste Hauptdarstellerin (Originalbezeichnung: Best Lead Actress) ist eine der Auszeichnungen, die jährlich in den Vereinigten Staaten von der Australian Academy of Cinema and Television Arts (AACTA) verliehen werden. Mit ihr werden die Hauptdarstellerinnen der besten internationalen Filme des vergangenen Jahres geehrt. Sie ist das Gegenstück zur entsprechenden Kategorie für Hauptdarstellerinnen australischer Filme. Die Kategorie wurde 2012 ins Leben gerufen. Die Gewinner werden in einer geheimen Abstimmung ermittelt.

## Statistik
Die Kategorie Beste Hauptdarstellerin wurde zur ersten Verleihung im Januar 2012 geschaffen. Seitdem wurden an 10 verschiedene Schauspielerinnen eine Gesamtanzahl von 14 Preisen in dieser Kategorie verliehen. Die erste Preisträgerin war Meryl Streep, die 2012 für ihre Rolle als Margaret Thatcher in Phyllida Lloyds Filmbiografie Die Eiserne Lady ausgezeichnet wurde. Die bisher letzte Preisträgerin war Nicole Kidman, die 2025 für ihre Rolle als Romy in Halina Reijns Erotikdrama Babygirl geehrt wurde.
Mit dem Stand der Verleihung 2025 stimmte die Gewinnerin dieser Kategorie in bisher lediglich sechs Fällen mit der späteren Oscar-Preisträgerin überein. Das waren 2012 Meryl Streep für Die Eiserne Lady, 2013 Jennifer Lawrence für Silver Linings, 2014 Cate Blanchett für Blue Jasmine, 2015 Julianne Moore für Still Alice – Mein Leben ohne Gestern, 2017 Emma Stone für La La Land und 2019 Olivia Colman für The Favourite – Intrigen und Irrsinn.
| Statistik                          | Schauspielerin    | Anzahl | Jahre                     |
| ---------------------------------- | ----------------- | ------ | ------------------------- |
| Häufigste Auszeichnung             | Cate Blanchett    | 3      | 2014, 2016, 2023          |
| Häufigste Nominierungen (* = Sieg) | Cate Blanchett    | 4      | 2014*, 2016*, 2023*, 2024 |
|                                    | Nicole Kidman     | 4      | 2013, 2019, 2022*, 2025*  |
| Häufigste Nominierungen ohne Sieg  | Amy Adams         | 2      | 2014, 2017                |
|                                    | Judi Dench        | 2      | 2014, 2018                |
|                                    | Glenn Close       | 2      | 2012, 2019                |
|                                    | Charlize Theron   | 2      | 2016, 2020                |
|                                    | Frances McDormand | 2      | 2018, 2021                |
|                                    | Lady Gaga         | 2      | 2019, 2022                |
|                                    | Michelle Williams | 2      | 2012, 2023                |
|                                    | Kirsten Dunst     | 2      | 2012, 2025                |

## Gewinner und Nominierte
Die unten aufgeführten Filme werden mit ihrem deutschen Verleihtitel (sofern ermittelbar) angegeben, danach folgt in Klammern in kursiver Schrift der fremdsprachige Originaltitel. Die Nennung des Originaltitels entfällt, wenn deutscher und fremdsprachiger Filmtitel identisch sind. Die Gewinner stehen hervorgehoben in fetter Schrift an erster Stelle.

### 2012–2020
2012
Meryl Streep – Die Eiserne Lady (The Iron Lady)
Glenn Close – Albert Nobbs
Kirsten Dunst – Melancholia
Tilda Swinton – We Need to Talk About Kevin
Mia Wasikowska – Jane Eyre
Michelle Williams – My Week with Marilyn
2013
Jennifer Lawrence – Silver Linings (Silver Linings Playbook)
Jessica Chastain – Zero Dark Thirty
Marion Cotillard – Der Geschmack von Rost und Knochen (De rouille et d’os)
Nicole Kidman – The Paperboy
Emmanuelle Riva – Liebe (Amour)
Naomi Watts – The Impossible (Lo imposible)
2014
Cate Blanchett – Blue Jasmine
Amy Adams – American Hustle
Sandra Bullock – Gravity
Judi Dench – Philomena
Meryl Streep – Im August in Osage County (August: Osage County)
2015
Julianne Moore – Still Alice – Mein Leben ohne Gestern (Still Alice)
Essie Davis – Der Babadook (The Babadook)
Felicity Jones – Die Entdeckung der Unendlichkeit (The Theory of Everything)
Rosamund Pike – Gone Girl – Das perfekte Opfer (Gone Girl)
Reese Witherspoon – Der große Trip – Wild (Wild)
2016
Cate Blanchett – Carol
Emily Blunt – Sicario
Brie Larson – Raum (Room)
Saoirse Ronan – Brooklyn – Eine Liebe zwischen zwei Welten (Brooklyn)
Charlize Theron – Mad Max: Fury Road
2017
Emma Stone – La La Land
Amy Adams – Arrival
Isabelle Huppert – Elle
Ruth Negga – Loving
Natalie Portman – Jackie: Die First Lady (Jackie)
2018
Margot Robbie – I, Tonya
Judi Dench – Victoria & Abdul
Sally Hawkins – Shape of Water – Das Flüstern des Wassers (The Shape of Water)
Frances McDormand – Three Billboards Outside Ebbing, Missouri
Saoirse Ronan – Lady Bird
2019
Olivia Colman – The Favourite – Intrigen und Irrsinn (The Favourite)
Glenn Close – Die Frau des Nobelpreisträgers (The Wife)
Toni Collette – Hereditary – Das Vermächtnis (Hereditary)
Lady Gaga – A Star Is Born
Nicole Kidman – Destroyer
2020
Saoirse Ronan – Little Women
Awkwafina – The Farewell
Scarlett Johansson – Marriage Story
Charlize Theron – Bombshell – Das Ende des Schweigens (Bombshell)
Renée Zellweger – Judy

### 2021–2030
2021
Carey Mulligan – Promising Young Woman
Viola Davis – Ma Rainey’s Black Bottom
Vanessa Kirby – Pieces of a Woman
Frances McDormand – Nomadland
Eliza Scanlen – Milla Meets Moses (Babyteeth)
2022
Nicole Kidman – Being the Ricardos
Penélope Cruz – Parallele Mütter (Madres paralelas)
Lady Gaga – House of Gucci
Jennifer Hudson – Respect
Kristen Stewart – Spencer
2023
Cate Blanchett – Tár
Ana de Armas – Blond (Blonde)
Margot Robbie – Babylon – Rausch der Ekstase (Babylon)
Michelle Williams – Die Fabelmans (The Fabelmans)
Michelle Yeoh – Everything Everywhere All at Once
2024
Margot Robbie – Barbie
Cate Blanchett – The New Boy
Lily Gladstone – Killers of the Flower Moon
Carey Mulligan – Maestro
Emma Stone – Poor Things
2025
Nicole Kidman – Babygirl
Kirsten Dunst – Civil War
Karla Sofía Gascón – Emilia Pérez
Mikey Madison – Anora
Kate Winslet – Die Fotografin (Lee)